# 田尻南
田尻南（たじりみなみ）は、大分県大分市の地名。現行行政地名は田尻南一丁目及び田尻南二丁目。住居表示実施済区域。

## 地理
大分市の稙田地区に属し、北に田尻中央、他は岡川に接している。

## 歴史

### 沿革
- 2018年（平成30年）11月23日 - 住居表示を実施に伴い、大字岡川の一部（通称は 田尻南）から、田尻南一丁目及び田尻南二丁目を新設[5]。

### 町名の変遷
| 実施後       | 実施年月日                 | 実施前（各町名ともその一部、公称のみ） |
| ------------ | -------------------------- | -------------------------------------- |
| 田尻南一丁目 | 2018年（平成30年）11月23日 | 大字岡川（一部）                       |
| 田尻南二丁目 | 2018年（平成30年）11月23日 | 大字岡川（一部）                       |

## 世帯数と人口
2022年（令和4年）3月31日現在（大分市発表）の世帯数と人口は以下の通りである。
| 丁目         | 世帯数  | 人口    |
| ------------ | ------- | ------- |
| 田尻南一丁目 | 225世帯 | 665人   |
| 田尻南二丁目 | 239世帯 | 734人   |
| 計           | 464世帯 | 1,399人 |

### 人口の変遷
国勢調査による人口の推移。
| 2020年（令和2年） | 1,335人 | [ 6 ] |  |

### 世帯数の変遷
国勢調査による世帯数の推移。
| 2020年（令和2年） | 430世帯 | [ 6 ] |  |

## 学区
市立小・中学校に通う場合、学区は以下の通りとなる（2022年4月時点）。
| 丁目         | 番・番地等 | 小学校             | 中学校               |
| ------------ | ---------- | ------------------ | -------------------- |
| 田尻南一丁目 | 全域       | 大分市立田尻小学校 | 大分市立稙田南中学校 |
| 田尻南二丁目 | 全域       | 大分市立田尻小学校 | 大分市立稙田南中学校 |

## その他

### 日本郵便
- 郵便番号 : 870-1145[2]（集配局 : 大分南郵便局[8]）。